# Dangerous
Dangerous este o piesă pop rock scrisă de James Blunt. Melodia reprezintă cea de-a cincea piesă din cel de-al treilea album al lui James Blunt, Some Kind of Trouble, lansată pe 26 iulie 2011.

## Track-listing
UK Digital Download
1. "Dangerous" - 3:10

## Clasament
| Clasament (2011)           | Poziție vârf |
| -------------------------- | ------------ |
| Belgia (Ultratip Flanders) | 75           |